# چاپگر جوهرافشان

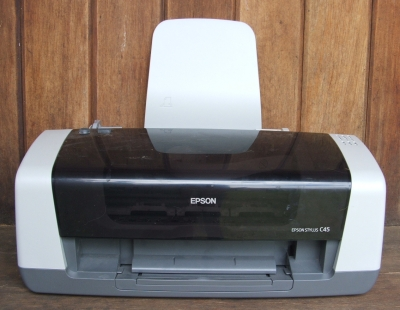
An سیکو اپسون inkjet printer

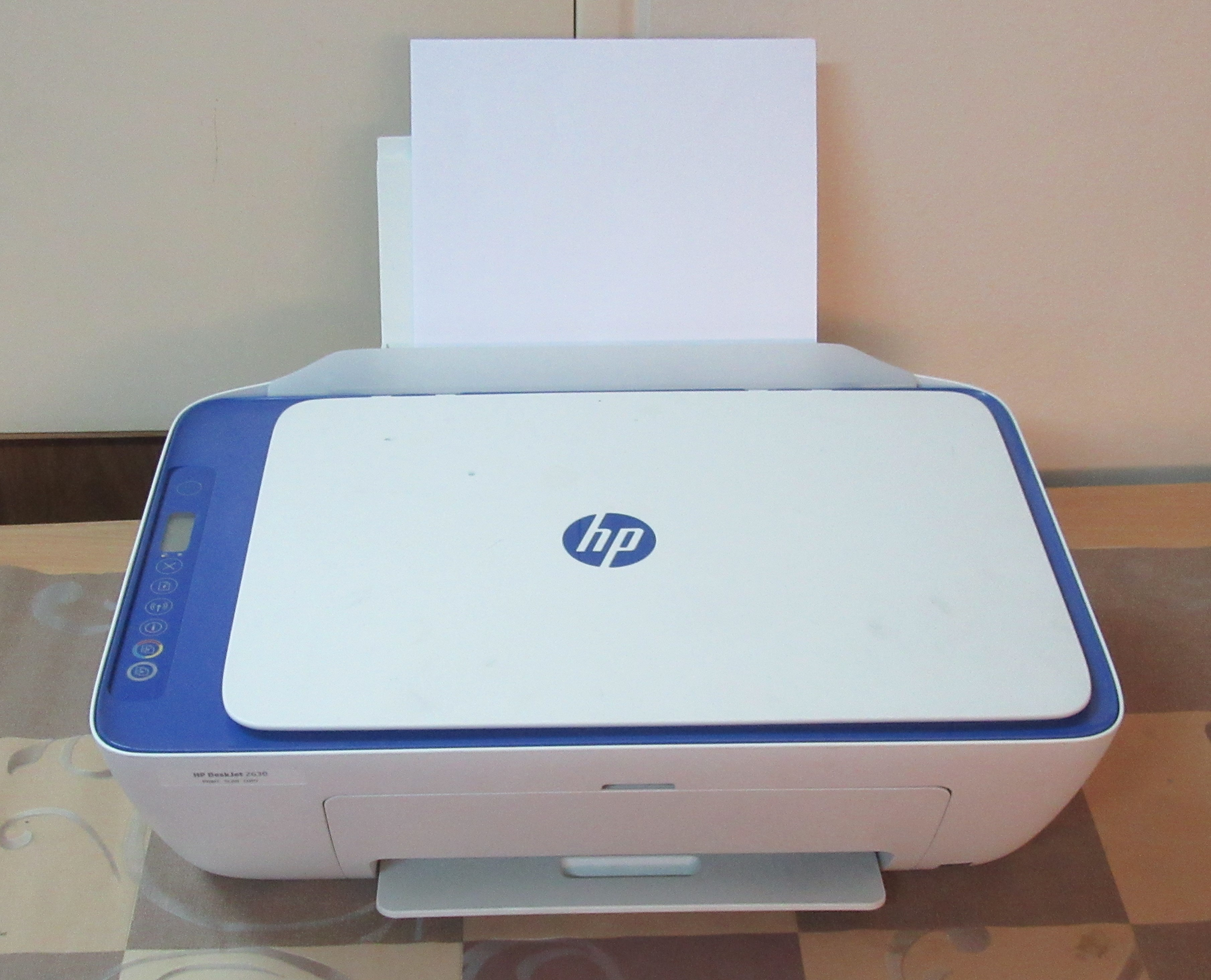
A modern HP Deskjet All in One Inkjet Printer

چاپ جوهرافشان (به انگلیسی: Inkjet Printing)  یکی از روش‌های چاپ است که تصویر دیجیتال را با افشاندن قطرات جوهر بر روی کاغذ و بستر پلاستیکی بازآفرینی می‌کند. چاپگرهای جوهرافشان جزء پرکاربردترین چاپگرها هستند.
ایدهٔ چاپ جوهر افشان به قرن بیستم برمی گردد و در دهه ۱۹۵۰ میلادی بود که برای نخستین بار این تکنولوژی به‌طور گسترده توسعه یافت. اولین چاپگر جوهرافشان در جهان ابتدا توسط یکی از کامندان شرکت کنون در ژاپن به نام ایچیرو اِندو اختراع شد. در اواخر دهه ۱۹۷۰، چاپگرهایی که تصاویر دیجیتال را از طریق کامپیوتر چاپ کنند به‌طور مشترک توسط شرکت‌های اپسون، هیولت پاکارد (HP) و کَنون توسعه یافت. در سراسر جهان این سه شرکت به همراه شرکت ژاپنی برادر بیشترین فروش پرینترهای جوهر افشان را داشته‌اند.
چاپگرهای جوهرافشان به دو دسته الف) خانگی یا اداری و ب) صنعتی تقسیم می‌شوند که در مدل خانگی آن‌ها کاغذ و هد چاپگر حرکت می‌کنند و در مدل صنعتی آن‌ها هد ثابت و محصول از زیر هد حرکت می‌کند. در این نوع چاپگرها از یک کارتریج به عنوان منبع رنگ استفاده می‌کنند. این کارتریج بر روی صفحه‌ای که قرار است روی آن عمل چاپ انجام شود حرکت می‌کند و جوهر از نازل‌های بسیار ریز آن بر روی صفحه می‌ریزد و عمل چاپ انجام می‌شود.
در بازار کامپیوتر، چاپگرهای جوهر افشان زیاد هستند. جوهر افشانها اغلب ارزان قیمت، سریع و کم سر و صدا می‌باشند و بسیاری از مدل‌های آن تصاویری با کیفیت‌های بسیار بالا ایجاد می‌کند.
مانند بیشتر فناوریهای مدرن، چاپگرهای جوهر افشان امروزی بر اساس پیشرفت گونه‌های قدیمی تر ساخته شده‌اند. در بین سازندگان مختلف هیولت پکارد و کانن می‌توانند ادعا کنند که امتیاز ارتقای جوهر افشان مدرن را به‌طور مشترک دارند.

## مقدمه
چاپگرهای جوهرافشان از اواسط دهه ۱۹۸۰ مطرح و به سرعت متداول گردیدند. شاید یکی از مهم‌ترین دلایل رشد سریع این نوع از چاپگرها قیمت مناسب آن‌ها نسبت به کیفیت و کارایی آنان باشد. چاپگرهای جوهرافشان همانگونه که از نام آنان مشخص است، دارای افشانک‌های بسیار کوچکی می‌باشند که برای ایجاد تصاویر، قطرات بسیار کوچکی از جوهر را بر روی کاغذ می‌پاشد.. بدین منظور از روش‌های متفاوتی استفاده می‌گردد. در برخی از چاپگرهای جوهرافشان نظیر Canon’s BubbleJet از جوهر داغ شده و در برخی نمونه‌های دیگر نظیر Epson’s Stylus از هدهای چاپ پیزو الکتریک استفاده می‌گردد.
این چاپگرها معمولاً ساختار پیچیده‌ای ندارند و تقریباً همه انواع آن‌ها دارای یک مکانیسم هد چاپ، حرکت دادن هد و اجزای حرکت کاغذ است. این چاپگرها اصولاً جوهر را از میان یکسری مجرای بسیار ریز خارج کرده و روی کاغذ منتقل می‌کنند. فرایند انتقال جوهر را با روش‌های مکانیکی یا مبتنی بر گرما انجام می‌دهند. در چاپگرهایی که از روش گرمایی استفاده می‌کنند یکسری مقاومت ریز در انتهای هر کدام از مجراهای انتقال جوهر قرار می‌دهند. این مقاومت‌ها جوهر موجود در لوله را تحریک کرده و یک حباب بسیار ریز هوا را ایجاد می‌کنند که قطره‌ای کوچک از جوهر را به بیرون هدایت می‌کند. چاپگرهایی که به صورت مکانیکی عمل می‌کنند نیز همین کار را انجام می‌دهند اما به وسیله نیرویی که هد بر جوهر وارد می‌کند.
از جمله دستگاه‌های چاپ موجود در بازار ماشین‌های اداری است که با توجه به قیمت ارزانی که نسبت به سایر پرینترها دارند و هم چنین کیفیت چاپ مطلوب و با کیفیتی که ارائه می‌دهند، در حال تبدیل شدن به پرفروش‌ترین پرینترهای بازار هستند. پرینترهای جوهرافشان همان‌طور که از نامشان پیداست، دارای افشانک‌های بسیار ریزی می‌باشند که برای ایجاد تصاویر، قطرات بسیار کوچکی از جوهر را بر روی کاغذ می‌پاشند.

## سخت‌افزار چاپگرجوهرافشان
یک چاپگر جوهرافشان از بخش‌های هد، کلاهک پمپ، پمپ، حامل هد، کاست کاغذ، برد تغذیه و برد اصلی تشکیل شده‌است. این شامل یک مجموعه تغذیه کاغذ، کارتریج جوهر، سر چاپ، نوار تثبیت کننده و تسمه است که در اینجا به شرح عملکرد هر یک از آن‌ها می‌پردازیم:

### هد
هد که مهم‌ترین المان در یک چاپگر جوهرافشان محسوب می‌شود، دارای مجموعه‌ای از افشانک‌ها بوده که قطرات بسیار ریز جوهر را بر روی کاغذ پخش می‌کنند.

### کارتریج

کارتریج یک چاپگر جوهرافشان

جوهر در جعبه‌های مخصوصی نگهداری می‌شود که Ink cartridge نام دارند. در بیشتر چاپگرهای جوهرافشان امروزی چهار مورد از این کارتریج‌ها وجود دارد که هر کدام یکی از سه رنگ اصلی قرمز و زرد و آبی و یکی نیز رنگ سیاه را نگه می‌دارد. دلیل وجود یک رنگ سیاه جداگانه این است که حتی چاپگرهای رنگی هم غالباً از رنگ سیاه بیشتر از رنگ‌های دیگر استفاده می‌کنند. بعضی از انواع چاپگرهای جوهرپاش نیز وجود دارند که فقط یک کاتریج با هر سه رنگ دارند.

### سیستم حرکت هد
یک موتور باعث حرکت سیستم هد (هد چاپ و کارتریج‌های مربوطه) در طول کاغذ می‌گردد. برخی از چاپگرها دارای یک نوع خاص موتور برای پارک نمودن سیستم هد در زمان عدم استفاده از چاپگر می‌باشند. بدین ترتیب سیستم هد پس از پارک شدن، به صورت تصادفی حرکت نخواهند کرد. دستگاه هد، از طریق یک تسمه به موتور Stepper متصل می‌گردد که با حرکت دادن تسمه توسط موتور سیستم هد نیز حرکت می‌کند. این مکانیزم درست مانند آن چیزی است که در چاپگرهای سوزنی اتفاق می‌افتد.

### کلاهک پمپ
وظیفه کلاهک پمپ جلوگیری از خشک شدن نازل‌های هد و همچنین عمل clean کردن هد می‌باشد؛ که برای Clean کردن هد ۴ نوع پاک کردن وجود دارد که یک حالت Normal Cleaning و دو حالت Forced Cleaning است که یکی از آن‌ها مخصوص مقادیر زیاد جوهر می‌باشد؛ و حالت سوم open cleaning است که بسیار سریع صورت می‌گیرد.
میله تثبیت‌کننده: سیستم هد، از یک میله تثبیت‌کننده به منظور اطمینان از ثبات و استحکام هد در زمان حرکت، استفاده می‌نماید.
دستگاه تغذیه کاغذ: این دستگاه همانند چاپگرهای سوزنی از سه بخش مجزای سینی، غلطک‌ها و موتور حرکتی تشکیل شده‌است. اغلب چاپگرهای جوهرافشان دارای یک سینی به منظور قرار دادن کاغذ می‌باشند اما برخی دیگر از چاپگرها از یک Feeder استفاده می‌نمایند. با استفاده از مجموعه‌ای غلتک، کاغذهای موجود در سینی یا Feeder به داخل چاپگر هدایت می‌شوند تا هد عمل چاپ را بر روی آن‌ها انجام دهد. موتور و سیستم مکانیکی تغذیه کاغذ غلتک‌ها را به منظور حرکت کاغذ به میزان موردنیاز، به حرکت درمی‌آورند.

### منبع تغذیه
چاپگرهای جوهرافشان درست همانند چاپگرهای سوزنی دارای یک منبع تغذیه برق سوییچینگ برای خود می‌باشند که ساختار آن همانند ساختار منابع تغذیه چاپگرهای سوزنی است و تنها تفاوت آنه در تأمین ولتاژهای مورد نیاز برای کار چاپگرها خصوصاً در قسمت عملکرد هد آنهاست.

### برد اصلی
برد اصلی که در واقع مدار کنترل عملیات چاپ می‌باشد تمام عناصر مکانیکی موجود در چاپگر را کنترل کرده و از این طریق اطلاعات واصله از کامپیوتر را بر صفحه کاغذ چاپ می‌کند. این قسمت توسط پورت به کامپیوتر متصل است که در این میان پورت موازی همچنان از متداول‌ترین روش‌های ارتباط محسوب می‌شود. چاپگرهای جدید، از پورت USB نیز استفاده می‌نمایند. برخی از چاپگرها نیز ممکن است از طریق پورت سریال یا پورت SCSI به کامپیوتر متصل گردند.

### سنسورها
این چاپگرها از سنسورهای حس کاغذ PE، سنسور کاست کاغذ ASF، سنسور مخزن جوهر CSIC، سنسور حرارتی هد Thermistor, PF Motor Encoder و CR Motor Encoder تشکیل شده‌است. همانگونه که مشخص است سنسورها درست مانند سنسورهای چاپگرهای سوزنی می‌باشند و همان وظایف را انجام می‌دهند فقط با این تفاوت که در اینجا برای اطمینان از موجود بودن جوهر برای چاپ باید میزان آن توسط یک سنسور اندازه‌گیری شود.

## عملیات چاپ

عملیات چاپ

پس از فعال نمودن چاپ در نرم‌افزارهای مربوطه، با ارسال اطلاعات به چاپگر عملیات چاپ انجام می‌شود که مراحل آن به شرح زیر است:
درمرحله اول اطلاعات مورد نظر از طریق نرم‌افزار مربوطه برای درایور چاپگر ارسال می‌گردد. درایور، اطلاعات دریافتی را به گونه‌ای ترجمه خواهد کرد که برای چاپگر قابل فهم باشند. در این مرحله درایور بررسی خواهد کرد که آیا چاپگر برای عملیات چاپ آماده است یا نه. سپس اطلاعات مورد نظر توسط درایور از طریق پورت مربوطه در اختیار چاپگر قرار داده می‌شود.
درمرحله دوم چاپگر اطلاعات ارسال شده توسط کامپیوتر را دریافت و بخشی از آن‌ها را در یک بافر ذخیره می‌نماید. اندازه حافظه فوق می‌تواند محدوده‌ای از ۵۱۲ کیلوبایت تا ۱۶ مگابایت را شامل گردد. محدوده فوق بستگی به نوع چاپگر دارد. بدیهی است هر اندازه که میزان بافر فوق زیاد باشد، امکان استقرار چندین سند برای چاپ فراهم خواهد شد.
درمرحله سوم مدار کنترل‌کننده با فعال کردن موتور stepper به منظور تغذیه کاغذ، کاغذ را تا محل استقرار مناسب برای چاپ هدایت می‌کند. در این مرحله غلتک‌ها بحرکت درآمده و یک کاغذ از مخزن مربوطه (سینی یا Feeder) درون چاپگر و به سرخط شروع چاپ کشانده می‌شود.
درمرحله چهارم پس از تغذیه کاغذ و استقرار آن در محل مربوطه، موتور stepper با استفاده از تسمه مربوطه باعث حرکت دستگاه هد در طول صفحه می‌شود. حرکت گام به گام موتور stepper باعث تزریق جوهر از طریق افشانک‌های مربوطه در طول کاغذ می‌گردد. در هر ایستگاه تزریق، قطرات متعددی بر روی کاغذ قرار می‌گیرد. در انتهای هرفاز، کاغذ به میزان بسیار اندکی (کسری از یک اینچ) به سمت جلو کشانده می‌شود. فرایند فوق تا تکمیل چاپ تمام صفحه تکرار خواهد شد.
چاپگرهای جوهرافشان از تکنولوژی‌های متفاوتی برای ایجاد قطرات (ذرات) جوهر استفاده می‌نمایند. دو تکنولوژی رایج عبارتند از:

### حباب حرارتی
تکنولوژی فوق توسط شرکت‌های " کانن" و " هیولت پاکارد" ارائه شده‌است. در یک چاپگر حرارتی جوهرافشان، ترانزیستورهای خاصی باعث ایجاد حرارت می‌گردند، در ادامه حرارت فوق باعث تبخیر جوهر شده تا حباب مورد نظر ایجاد گردد. هم‌زمان با گسترش حباب، مقداری از جوهر از افشانک‌ها خارج و بر روی کاغذ می‌ریزد. زمانیکه حباب پخش گردید، یک خلأ ایجاد تا باعث ممانعت از نشت بیشتر جوهر می‌گردد. چاپگرهائی از این نوع دارای ۳۰۰ تا ۶۰۰ افشانک ریز بوده و تمام آن‌ها به صورت هم‌زمان قطراتی را بر روی سطح کاغذ قرار خواهند داد.

### جریان الکتریسته در اثر فشار
تکنولوژی فوق توسط شرکت " اپسون " ارائه شده‌است. در این تکنولوژی از کریستال‌های فشاری استفاده می‌گردد. برای هر افشانک از یک کریستال استفاده می‌گردد. (در پشت مخزن جوهر). کریستال هم‌زمان با دریافت یک شارژ الکتریکی ضعیف، باعث ایجاد ارتعاش در مخزن جوهر شده و همین امر باعث می‌گردد مقدار اندکی جوهر از افشانک خارج گردد. زمانیکه ارتعاش خاتمه یافت، ارسال جوهر از طریق افشانک‌ها متوقف خواهد شد.
مدت زمان تکمیل چاپ یک صفحه، در چاپگرها متفاوت است. از واحدی با نام PPM (تعداد صفحه در دقیقه) برای مشخص نمودن تعداد صفحات قابل چاپ در چاپگرها استفاده می‌گردد. مقدار فوق کاملاً متغیر بوده و به عوامل متفاوتی از جمله نوع چاپگر و سیاه سفید یا رنگی بودن و حجم چاپ در یک صفحه بستگی خواهد داشت.
درمرحله پنجم پس از اتمام عملیات چاپ، هد چاپگر به منظور ممانعت در مقابل حرکات تصادفی وآسیب‌های احتمالی پارک می‌گردد.
در صورتی‌که چاپگر برای مدت زمانی بیکار باشد، به صورت خودکار عملیات پاکسازی هد انجام خواهد شد. پس از اتمام عملیات فوق که Clean Cycle نیز نامیده می‌شود، چاپگر آماده چاپ درخواست‌های جدید خواهد شد.

## کاغذ و جوهر
چاپگرهای جوهرافشان بسیار ارزان قیمت می‌باشند. قیمت این نوع چاپگرها از یک چاپگر لیزری سیاه و سفید نیز پایین‌تر است. اکثر تولیدکنندگان، سعی در تولید و عرضه این نوع چاپگرها با قیمت مناسب دارند. قیمت کارتریج این نوع از چاپگرها نسبت به خود چاپگر گرانتر است. زمانیکه سخت‌افزاری بفروش می‌رسد، در ادامه می‌بایست سایر سخت‌افزارها و عناصر مرتبط با آن را نیز تهیه کرد. زمانیکه چاپگر با قیمت ارزان تهیه گردد، می‌بایست در ادامه کارتریج‌های آن را به منظور استفاده، تأمین کرد. سیاست تولیدکنندگان، عرضه چاپگر با قیمت ارزان و ارائه کارتریج با قیمت نسبتاً زیاد می‌باشد. کاغذ استفاده شده در چاپگرهای جوهرافشان تأثیر مستقیمی بر کیفیت تصویر چاپ شده خواهد داشت. کاغذهای استفاده شده، می‌بایست شفاف و عاری از هر گونه موج و خش بر روی سطح کاغذ باشند.
دو مؤلفه اصلی در بین تمام ویژگی‌های چاپگرهای جوهرافشان وجود دارد که عبارتند از:
1. وضوح تصویر چاپ (Print Resolution): که چگالی جوهر پاشیده شده و در نتیجه کیفیت چاپ را بیان می‌کند.
2. سرعت عمل چاپ کردن.

### انواع جوهر ونصب آن‌ها
جوهرهای جدید به چند دسته تقسیم می‌شوند که یک دسته جوهرهای DuraBrite هستند. عملکرد آن‌ها روی کاغذ ساده خوب است و وضوح بالای رنگ، برجستگی، مقاومت ۸۰ ساله در برابر نور و مقاومت در برابر آب از ویژگی‌های آن‌ها است؛ ولی مشخصات بالا برای کاغذهای ساده بیان شده و در همه انواع کاغذها جواب نمی‌دهد.
نوع دیگر جوهر، جوهرهای ultra chrome هستند که ویژگی‌هایی چون آشکار شدن بهتر رنگ برای انواع مختلف کاغذ، مقاومت در برابر نور و آب، محدوده رنگ بزرگتر نسبت به عکس‌های Silver Halide و داوم و پایداری زیاد روی کاغذهای مختلف را دارند که به همین دلیل به عنوان بهترین جوهر شناخته می‌شوند.
در جوهرهای چاپگرهای اپسون یک تراشه بر روی کارتریج قرار داده می‌شود که نمایشگر میزان جوهر موجود در مخزن است تا از انواع تقلب جلوگیری شود. در هنگام نصب جوهر باید به تاریخ مصرف آن توجه کرد و همچنین پس از نصب، برای هر کارتریج ۶ ماه مهلت استفاده وجود دارد.
ظرفیت پرینت برای کارتریج مشکی پرینت PHOTO 1290S، ۵۶۰ برگ با ۵ درصد پوشش در A۴ است و برای کارتریج رنگی ۳۳۰ برگ چاپ با ۵ درصد پوشش در A۴ می‌باشد و برای چاپ عکس ۳۰ تا ۳۵ برگ پر از جوهر را می‌توان با آن پرینت گرفت.

### مقایسه چاپگرهای جوهر افشان با دیگر چاپگرها
در مقایسه با چاپگرهای در نظر گرفته شده برای مصرف‌کنندگان، چاپگرهای جوهر افشان چند حسن دارند. در مقایسه با چاپگرهای سوزنی، بسیار کم سر و صداتر کار می‌کنند و می‌توانند کیفیتهای بسیار بالا و چاپهای رنگی بسیار با کیفیت بالا انجام دهند. در مقایسه با سایر چاپگرها مانند موم حرارتی، تصعید رنگی و لیزری، چاپگرهای جوهر افشان این مزیت را دارند که به زمان برای گرم شدن احتیاجی ندارند و هزینه کمتری دربردارد.
از معایب چاپگرهای جوهر افشان، هدهای غیر مستحکم و ضعیف) قابل بسته شدن و گرفتگی (و کارتریج‌های جوهر گرانقیمت می‌باشد. این امر باعث می‌شود مصرف‌کننده برای مصرف متوسط و بالا، از چاپگرهای لیزری استفاده کنند. عیب دیگر، رنگ پس دادن جوهر است که در اثر پدیده موئینگی به نقاطی غیر از مکان مورد نظر کشیده می‌شود. در نتیجه آن چاپ در برخی از کاغذها کدر می‌باشد. برخی تولیدکنندگان کاغذهای رسی مخصوصی را که برای کاهش رنگ پس دادن طراحی شده به فروش می‌رسانند. این کاغذها گرانقیمتند و بافتی ظریف دارند. از آن جهت که جوهر استفاده شده در جوهر افشان حالل در آبند، اسناد چاپ شده با این چاپگرها را باید از آب دور نگاه داشت چرا که باعث لک شدن کار می‌شوند. همچنین از ماژیکهای شب‌رنگ بر روی این اسناد نمی‌توان استفاده کرد.

### نگهداری چاپگرهای جوهر افشان
چاپگرهای جوهرافشان نیاز به مراقبت ویژه ای دارند. جوهر مورد استفاده در این نوع چاپگرها به محض قرار گرفتن روی کاغذ خشک می شود. بعد از فرآیند چاپ مقدار کمی جوهر داخل افشانک ها باقی می ماند. در صورتی که از چاپگر برای مدتی استفاده نشود این مقدار جوهر داخل افشانک خشک شده و باعث مسدود شدن آن می شود. در این حالت کیفیت چاپ دستگاه بسیار پایین می‌آید. ممکن است بعضی از رنگ ها به درستی چاپ نشوند یا در حالت مسدودی تعداد زیادی از افشانک ها احتمال دارد برگه به صورت سفید از دستگاه خارج شود.
با توجه به این موضوع بهترین راه جلوگیری از مسدود شدن افشانک ها این است که بصورت مداوم، حداقل هر هفته یک بار از پرینتر استفاده کنیم. به یاد داشته باشید که صفحه ای که چاپ می کنید باید حاوی رنگ های مختلف باشد تا از همه افشانک ها جوهر خارج شود.
نکته دیگر اینکه هنگامی که دکمه خاموش کردن چاپگر را می زنید زمان کوتاهی طول می کشد تا دستگاه خاموش شود. در این زمان کوتاه، هد دستگاه در محل خودش قرار می گیرد و بعد از آن دستگاه خاموش می شود. جایی که هد قرار میگیرد اصطلاحا پارکینگ هد نامیده می شود و در این مکان توسط یک نوار لاستیکی از خشک افشانک های هد در زمانی کوتاه جلوگیری می شود.
نتیجه اینکه برای خاموش کردن چاپگر، هیچ وقت دستگاه را از برق نکشید و این کار را توسط کلید دستگاه انجام داده و صبر کنید تا هد دستگاه در محل پارکینگ قرار گرفته و سپس خاموش شود.
از دیگر مواردی که برای نگهداری از چاپگر جوهرافشان باید رعایت کنید اینکه پرینتر را در محلی که در معرض نور یا حرارت باشد قرار ندهید. نور و حرارت می توانند باعث خارج شدن ماده حلال داخل جوهر شوند و این کار باعث تغلیظ جوهر و در نتیجه مسدود شدن سریعتر هد دستگاه می شود.

### جت پرینتر چیست؟ و مقایسه جت پرینترها با یکدیگر: (About Jet printer)
جت پرینتر اصطلاحاً به چاپگر غیر تماسی گفته می‌شود که بدون تماس با سطح کاغذ یا محصول و با پرتاب قطرات جوهر می‌تواند کلیه اطلاعات ثابت یا متغیری را که به حافظه آن منتقل شده‌است چاپ نماید و جت پرینترها به دو مدل خانگی و صنعتی تقسیم می‌شوند که حتماً با مدل خانگی آن آشنا می‌باشید و مدل صنعتی آن که برای درج اطلاعات متغیری مانند تاریخ و … در زمان تولید و بر روی محصول استفاده می‌شود که امتیاز مهم این جت پرینترهای صنعتی، سرعت بالا و امکان چاپ غیر تماسی و در حین حرکت آن‌ها می‌باشد، بطوری‌که در زمان تولید در کارخانه، شما می‌توانید با استفاده از این نوع چاپگرها تاریخ تولید، انقضا، قیمت و … را به راحتی و در حین حرکت در خط تولید بر روی محصول خود چاپ کنید. متأسفانه در گروهی از افراد ناآگاه از این نوع چاپگرها، اشتباهاً به نام لیزر دستی یا جت پرینتر لیزری یاد می‌شود، که در اینجا متذکر می‌شویم که اصطلاح لیزری در مورد این دسته از پرینترها کاملاً اشتباه بوده و چاپگرهای لیزری کاملاً سیستم متفاوتی دارند.
در مقاله زیر به توضیح چهار دسته از این جت پرینترهای صنعتی (چاپگرهای غیر تماسی جوهر افشان، ریز نگار و درشت نگار) و مقایسه آن‌ها می‌پردازیم.

### الف) انواع جت پرینترهای صنعتی (چاپگرهای صنعتی جوهر افشان)
جت پرینترهای صنعتی یا چاپگرهای صنعتی جوهر افشان به‌طور کلی به سه دسته ریز نگار و یک دسته درشت نگار تقسیم می‌شوند:
1) CIJ پرینترها 2) DOD پرینترها 3) HP پرینترها (TIJ پرینترها) 4) Valve Jet پرینترها (درشت نگار)

#### 1- Cij printer = continuous inkjet printer
به معانی چاپگرهایی که حرکت جوهر در آن‌ها پیوسته می‌باشد
برای درک اصول کارکرد این سیستم (جت پرینترهای صنعتی جوهر افشان از نوع CIJ یا CIJ Printer) و با توجه به شکل بالا به شرح عملیات چاپ به‌طور خیلی خلاصه می‌پردازیم:
1. سیستم هیدرولیک چاپگر جوهر افشان شامل: مخزن جوهر، مخزن حلال، مخزن مخلوط‌کننده جوهر و حلال (میکسر تانک)، شیربرقی‌های مربوطه، پمپ هیدرولیک مخصوص جوهر، هد چاپگر، شلنگ‌های مخصوص، اتصالات مربوطه، فیلترهای جوهر، سیستم اندازه‌گیری غلظت، سیستم اندازه‌گیری فشار، شستشوی اتوماتیک و … می‌باشد. (مانند شکل روبرو)
2. سیستم الکترونیک که شامل بردهای الکترونیکی و پروسسوری جهت برنامه‌ریزی کارکرد دستگاه، ادیتورهای مربوطه (جهت نوشتن متون) و … می‌باشد.
3. سیستم اندازه‌گیری دما و فشار جوهر (در سیستم هیدرولیک) و هد چاپگر که خیلی دقیق کنترل می‌شوند.

۴) چاپگر دارای المان مهمی دیگری به نام نازل است که وظیفه آن با توجه به بند ۳، قطره قطره نمودن جوهر انتقالی به آن می‌باشد.
۵) سیستم شارژ (Charge Electrode) و صفحات با ولتاژ بالا (High Voltage) که به صورت خیلی دقیق عملیات باردار نمودن قطرات جوهر و انحراف قطرات را بر عهده دارند.
حال با توجه به متن چاپی مورد نظر، بردهای الکترونیکی و پروسسوری وظیفه دارند که هر قطره از این قطرات خارج شده از نازل را به یک بار الکتریکی متفاوت (بسته به موقعیت آن نقطه) شارژ نمایند (این وظیفه را قطعه‌ای به نام شارژ الکترود به عهده دارد).
بعنوان مثال فرض نمایید حرف E، کارکتر مورد نظر در این چاپ می‌باشد، پس برای نوشتن چنین حرفی:
الف) از سمت چپ جهت ستون اول نیاز به پنج نقطه با بارهای الکتریکی منفی ۱، ۲، ۳، ۴ و ۵ داریم، که این قطرات پس از گرفتن بار الکتریکی مورد نظر به درون صفحات با ولتاژ بالا پرتاب شده و هرکدام متناسب با بار الکتریکی منفی اخذ شده به سمت صفحات مثبت منحرف می‌شوند، بدین صورت که هر قطره که بار منفی بیشتری گرفته، بیشتر به سمت صفحه مثبت جذب شده و نقطه با موقعیت بالاتری را کسب می‌کند (مانند نقطه ۱ و به ترتیب تا نقطه ۵ در ستون اول)
ب) از سمت چپ جهت ستون دوم نیاز به سه نقطه به صورت یک در میان و با بار الکتریکی ۱، ۳ و ۵ داریم که این قطرات پس از گرفتن بار الکتریکی مورد نظر به درون صفحات با ولتاژ بالا پرتاب شده و هرکدام متناسب با بار الکتریکی منفی اخذ شده به سمت صفحه مثبت منحرف می‌شوند.
ج) قطراتی که بار الکتریکی نگرفته‌اند مستقیم از بین صفحات ولتاژ بالا عبور کرده و به سمت لوله‌ای به نام لوله گاتر می‌روند (این لوله دارای یک فشار منفی بوده و قطرات جوهر بدون بار را به دورن خود می‌کشد) و بعد از آن به سمت میکسر تانک هدایت می‌شوند، بنابراین قطراتی که بار الکتریکی نگرفته‌اند دوباره به سیکل چرخش جوهر برمیگردند.
پس همانطوری‌که می‌بینید و با توجه به شکل بالا، خیلی ساده عملکرد یک جت پرینتر جوهر افشان صنعتی را یادگرفته‌اید.

#### 2- DOD printer = drop on demand printer
به معنای چاپگرهای سیستم پیزویی که نازلهای آن فقط یک نقطه را چاپ می‌کنند (Piezoelectric)
بعنوان مثال هد XAAR 128، مجهز به ۱۲۸ عدد از این نوع نازلها می‌باشد. (۱۲۸ عدد از نازلهایی که پیزوالکتریک می‌باشند)
Piezoelectric (پیزو الکتریک) چیست؟ پیزو الکتریک در واقع قابلیت برخی از موادها و کریستالها می‌باشد که برای تبدیل انرزی مکانیکی به انرژی الکتریکی و بالعکس از آن‌ها استفاده می‌شود. یک مثال ساده که همگی ما از آن بارها و بارها استفاده نموده‌ایم، همان فندکهای موجود در منزل (فندکهای بدون گاز) می‌باشد که در ان شما با هر بار کشیدن ماشه در واقع یک ضربه به پیزوالکتریک وارد می‌نمایید و پیزو الکتریک مربوطه یک جرقه در لوله خروجی فندک ایجاد می‌کند.
البته در جت پرینتر عملیات برعکس می‌شود و ما با دادن یک ولتاژ به پیزو الکتریک یک ضربه از آن برای پرتاب جوهر می‌گیریم (شکل بالا نیز نحوه عملکرد یک پیزو الکتریک نصب شده در جت پرینتر را نشان می‌دهد)
توضیح: در چاپگرهای Cij پرینترها نقاط چاپ شده فقط توسط یک نازل چاپ می‌شوند در حالیکه در چاپگرهای DOD قطرات طبق فرمان توسط نازلهای متعدد چاپ می‌شوند.

#### 3- Tij printer = thermal inkjet technology
چاپگرهای اچ پی (HP) با تکنولوژی Tij همان چاپگرهای جوهر افشان با تکنولوژی حرارتی می‌باشند:
در این روش از یک مقاومت الکتریکی که با جوهر در تماس می‌باشد استفاده می‌گردد، به این ترتیب که:
1. مقاومت در یک لحظه کوتاه گرم شده (با یک پالس کوتاه مدت که به مقاومت داده می‌شود)
2. جوهری که با آن در تماس بوده سریعاً داغ شده و تبدیل به یک حباب می‌گردد
3. این حباب از سوراخ ریزی که در جلوی نازل ایجاد شده به بیرون پرتاب می‌شود که طبیعتاً قدرت پرتاب آن نسبت به پیزو الکتریک کمتر بوده (عیب این روش) و جوهر پرتاب شده از ان خیلی سریع خشک می‌شود (امتیاز این روش)

Hewlett Packard = HP:
هیولت پاکارد یک شرکت فناوری اطلاعات جهانی آمریکایی می‌باشد
جت پرینترهای این تکنولوژی در مدل‌های دستی و اتوماتیک تولید می‌شوند (مدلهای دستی برای تیراژهای کاری پایین و مدلهای اتوماتیک برای تیراژهای بالا تولید می‌شوند)

#### 4- Valve jetها یا پرینترهای درشت نگار (Large characters)
در این نوع از جت پرینترها، همانطوری‌که از نامشان مشخص است از یکسری ولو (شیر برقی خیلی کوچک) استفاده شده‌است که حجم جوهر خروجی آن‌ها نسبت به ریز نگارهای ذکر شده در بالا خیلی بیشتر بوده و به درشت نگار معروف می‌باشند و طریقه عملکرد آن‌ها به صورت زیر می‌باشد:
1. جوهر توسط یک سیستم فشار مثبت (باد) به پشت نازل‌ها هدایت شده و منتظر باقی می‌ماند
2. ولو یا شیر برقی مربوطه که بسته می‌باشد در یک لحظه خیلی کوتاه باز شده و مجدداً بسته می‌شود
3. جوهر بلافاصله از الماس جلوی نازل و توسط فشار باد به بیرون پرتاب می‌شود

۴- قطره ایجاد شده یک نقطه از چاپ می‌باشد که سایز آن نیز درشت بوده و بسته به نوع دستگاه‌ها دایره‌ای به قطر تقریباً ۲ الی ۳ میلی‌متر می‌باشد
در این نوع از چاپگرها تعداد نازلها متناسب با تعداد خط قابل چاپ بوده و تقریباً ضریبی از عدد ۷ می‌باشند (بدون احتساب فاصله بین خطوط) و در مدل‌های یک خط تا حتی ۸ خط قابل ارائه می‌باشند.
نکته دیگر که در این نوع از چاپگرها وجود دارد نوع نازلها و نوع جوهر مصرفی آن‌ها می‌باشد که به دو دسته جهت:
الف) سطوح متخلخل مانند کاغذ و کارتن (porous)
ب) سطوع غیر متخلخل مانند پلاستیک (non porous)
تقسیم می‌شوند و به هیچ وجه نباید جوهر چاپگرهای درشت نگار مخصوص سطوح متخلخل را در چاپگرهای درشت نگار مخصوص سطوح غیر متخلخل ریخت
(کیفیت چاپ این دسته از چاپگرها خوب نبوده و فقط درشت می‌باشد و برای بسته‌های بزرگ مناسب است)

## پرینتر کارت جوهر افشان چیست؟
پرینتر کارت جوهر افشان یکی از دستگاه‌های پیشرفته و پرکاربرد در صنعت چاپ کارت‌های PVC است که با استفاده از فناوری جوهر افشان، تصاویر و اطلاعات را با کیفیت بالا و رنگ‌های زنده روی کارت‌های پلاستیکی چاپ می‌کند. این پرینترها از نازل‌های بسیار ریز استفاده می‌کنند که جوهر را به صورت قطرات کوچک روی سطح کارت پخش می‌کنند و به همین دلیل قادر به تولید تصاویر با دقت بالا و جزئیات دقیق هستند. یکی از مزایای برجسته پرینترهای جوهر افشان، قابلیت چاپ رنگی و پیاده‌سازی طرح‌های پیچیده و متنوع است که برای کارت‌های عضویت، کارت‌های شناسایی، کارت‌های هدیه و سایر کارت‌های تبلیغاتی اهمیت زیادی دارد. این دستگاه‌ها معمولاً قادرند چاپ‌هایی با کیفیتی نزدیک به چاپگرهای حرفه‌ای افست انجام دهند و به همین دلیل در تولید کارت‌های با جلوه‌های بصری جذاب و دقیق محبوب هستند.
علاوه بر کیفیت بالای چاپ، پرینتر کارت جوهر افشان به دلیل استفاده از فناوری غیرتماسی، سرعت قابل قبولی در چاپ دارد و می‌تواند تعداد مناسبی کارت را در مدت زمان کوتاه تولید کند. این پرینترها معمولاً مناسب کسب‌وکارهایی هستند که نیاز به چاپ کارت با طرح‌های رنگی سفارشی و متنوع دارند، اما تیراژ چاپ آن‌ها متوسط یا پایین است و نمی‌خواهند هزینه‌های بالای چاپ صنعتی را متحمل شوند. همچنین، این نوع پرینترها به دلیل سهولت در کاربری و تنوع در نوع جوهر و کارت‌های قابل استفاده، گزینه‌ای اقتصادی و انعطاف‌پذیر برای دفاتر چاپ دیجیتال، شرکت‌ها و فروشگاه‌ها به شمار می‌آیند. با این وجود، توجه به نوع جوهر و نگهداری صحیح دستگاه برای حفظ کیفیت چاپ و طول عمر پرینتر، از اهمیت ویژه‌ای برخوردار است. در نهایت، پرینتر کارت جوهر افشان، با ترکیب کیفیت، سرعت و مقرون‌به‌صرفگی، راهکاری ایده‌آل برای تولید کارت‌های PVC رنگی و با کیفیت به شمار می‌رود.